# دوريس إي. سميث
دوريس إي. سميث (بالإنجليزية: Doris E. Smith)‏ (12 أغسطس 1919، دبلن في جمهورية أيرلندا - 1994)؛ روائية أيرلندية.